# والتر ميشيل
والتر ميشيل هو لاعب شطرنج سويسري، ولد في 26 نوفمبر 1888، وتوفي في 30 سبتمبر 1969.

## وصلات خارجية
- والتر ميشيل على موقع مباريات الشطرنج (الإنجليزية)
- والتر ميشيل على موقع 365Chess.com (الإنجليزية)
- والتر ميشيل سجل أولمبياد الشطرنج على موقع OlimpBase.org (الإنجليزية)